# Pfarrkirche Dornbirn-Schoren

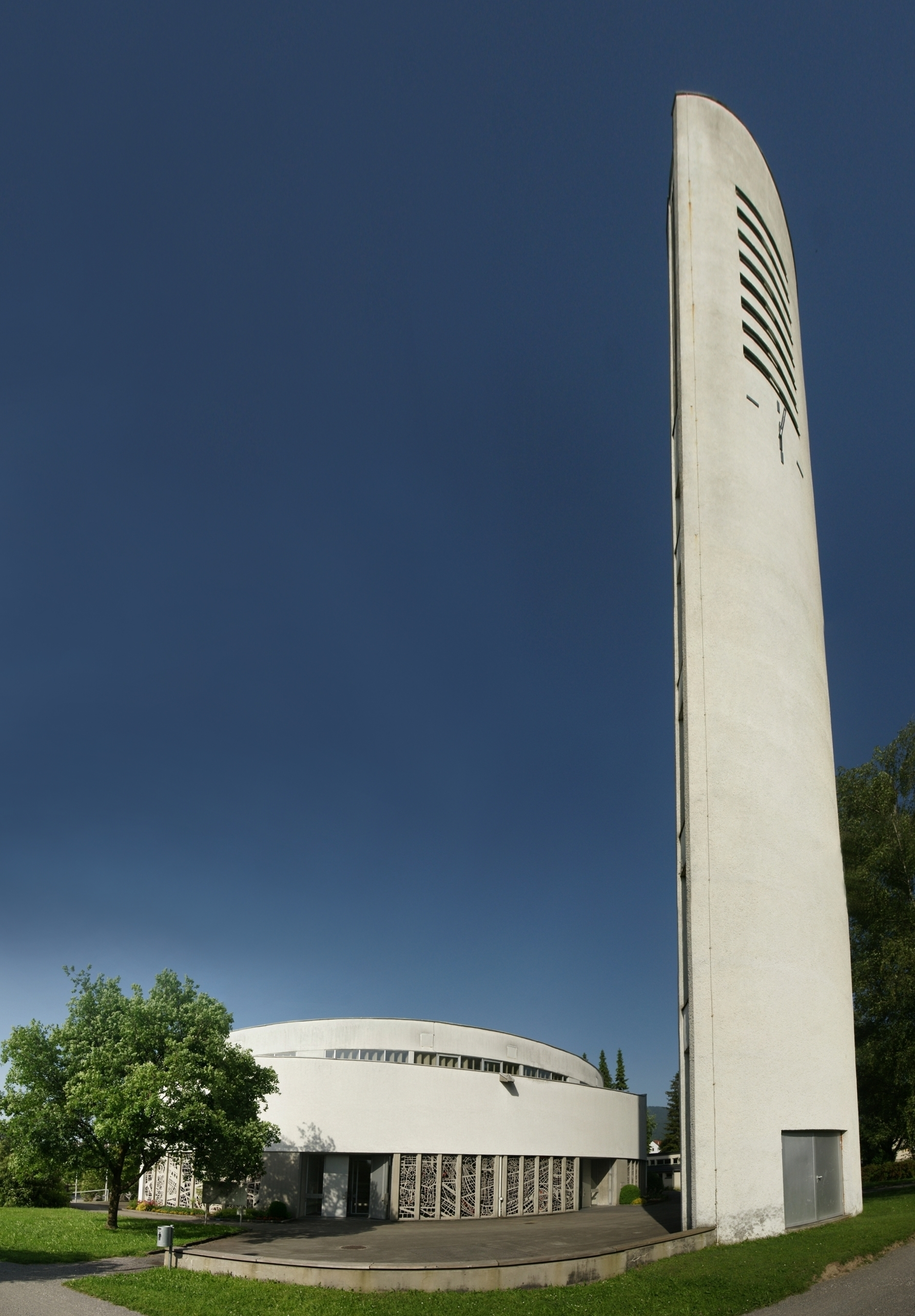
Kath. Pfarrkirche hl. Bruder Klaus in Schoren

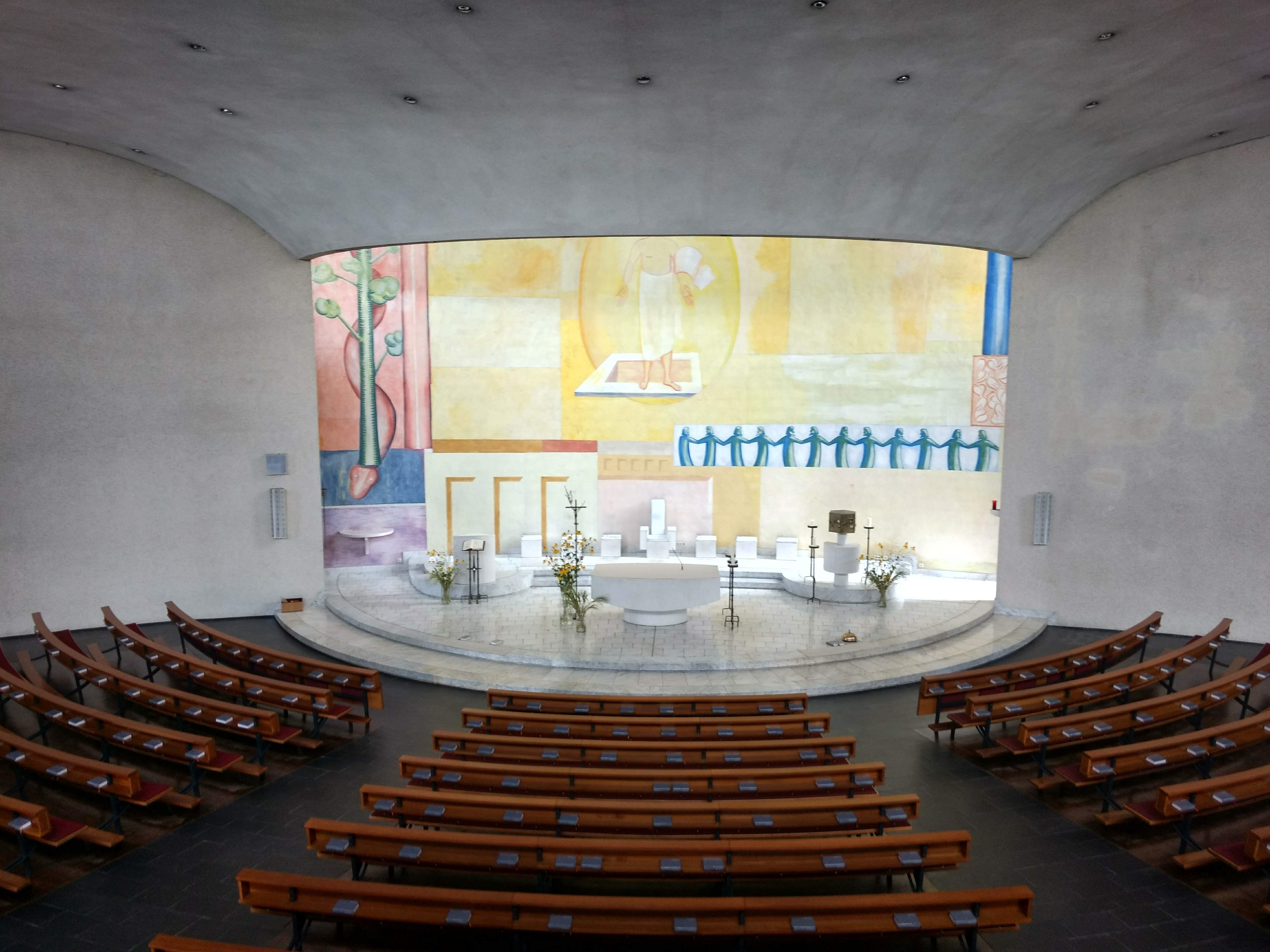
Innenansicht

Die römisch-katholische Pfarrkirche Dornbirn-Schoren steht im 6. Dornbirner Stadtbezirk Schoren im Bezirk Dornbirn in Vorarlberg. Sie ist dem heiligen Bruder Klaus geweiht und gehört zum Dekanat Dornbirn in der Diözese Feldkirch. Das Bauwerk steht unter Denkmalschutz (Listeneintrag).

## Geschichte
Die Kirche wurde in den Jahren 1962 und 1963 nach Plänen von Norbert Kotz gebaut. Am 14. Oktober 1962 erfolgte die Grundsteinlegung und am 4. Juli 1965 die Kirchweihe. Schoren wurde 1980 als eigenständige Seelsorgestelle von der Pfarre Hatlerdorf abgetrennt. 1986 wurde der Innenraum der Kirche durch einen Brand der Orgel stark beschädigt.

## Liste der Pfarrer
Bisher haben folgende Pfarrer in der Kirche Bruder Klaus gewirkt:
| Name            | Wirkungszeit |
| --------------- | ------------ |
| Anton Öhe       | 1965–1999    |
| Reinhard Himmer | 1999–2016    |
| Dominik Toplek  | seit 2016    |

## Baubeschreibung
Kirchenäußeres
Die Kirche ist ein Zentralbau über einem elliptischen Grundriss mit hohen Fensterwänden. An den Zentralbau ist die Taufkapelle angebaut. Der  Kirchturm ist freistehend.
Kircheninneres
Das Kircheninnere ist ein Einheitsraum auf dem Grundriss einer Ellipse. Der Raum wird von einer weiten Decke mit zahlreichen Beleuchtungskörpern überspannt.
Das Altarbild wurde 1987 von Hubert Schmalix gemalt und verbindet Schöpfung und Vollendung in einem Bild. Auf der linken Seite sind Adam und Eva sowie die getötete Schlange dargestellt. Auf der rechten Seite ist die blaue Paradiessäule mit dem „Reigen der Erlösten“ zu sehen. Mittig wurde der auferstandene Jesus im Strahlenkranz mit Wundmalen und übergroßen Händen gemalt.
Die Betonglasfenster sind eines der letzten großen Werke des Feldkircher Künstlers Martin Häusle aus dem Jahr 1963. Auf der linken Seite ist die „Versuchung des Bruder Klaus“, die „Tröstung durch Maria“ sowie die Szene „Bruder Klaus verlässt seine Familie und begibt sich in die Geborgenheit der Gottesfamilie“ dargestellt. Auf der rechten Seite des Zentralraumes sieht man „Bruder Klaus mit Hostie“ In der Taufkapelle ist die Szene „Bruder Klaus verlässt seine natürliche Familie und wird zum Ratgeber und ‚Vater‘ zahlloser Hilfessuchender“ dargestellt, in der Marienkapelle „Vom Wunderfasten zur Wunderspeise“.

## Ausstattung
In der Kirche stehen ein Altar aus Marmor, eine Tabernakelsäule, ein Taufbrunnen und ein Weihwasserbecken. In der Kirche befindet sich außerdem eine Reliquie des heiligen Bruder Klaus.

## Orgel

Ursprüngliche Orgel (1979)

Auf der Empore steht eine zweimanualige Orgel, die 1988 von der Firma Rieger erbaut wurde. Spiel- und Registertraktur sind rein mechanisch ausgeführt, für die Koppeln gibt es zusätzlich drei wechselweise wirkende Fußtritte.
| I Hauptwerk C–g3 |       |
| Bourdon          | 16′   |
| Principal        | 8′    |
| Rohrflöte        | 8′    |
| Octav            | 4′    |
| Nachthorn        | 4′    |
| Nazard           | 2 ⁄3′ |
| Superoctave      | 2′    |
| Mixtur IV        | 1 ⁄3′ |
| Trompete         | 8′    |

| II Schwellwerk C–g3 |       |
| Gedeckt             | 8′    |
| Gamba               | 8′    |
| Schwebung           | 8′    |
| Principal           | 4′    |
| Flöte               | 4′    |
| Sesquialtera II     | 2 ⁄3′ |
| Doublette           | 2′    |
| Plein jeu III–IV    | 2′    |
| Cromorne            | 8′    |
| Tremulant           |       |

| Pedal C–f1 |     |
| Subbaß     | 16′ |
| Oktavbaß   | 8′  |
| Gemshorn   | 8′  |
| Choralbaß  | 4′  |
| Basson     | 16′ |

- Koppeln: II/I, I/P, II/P